# Lateral-Flow-Test

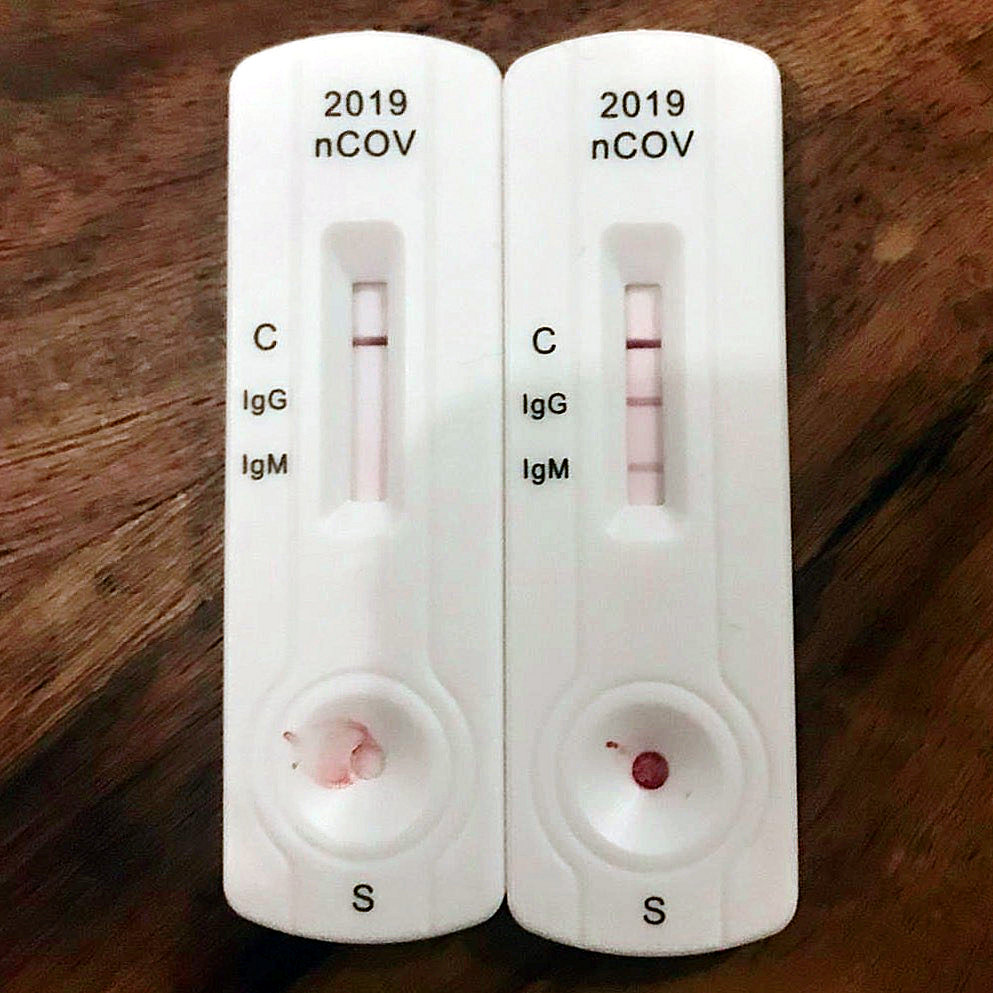
Lateral-Flow-Test für COVID-19: Test auf Antikörper IgG und IgM, links negativ, rechts positiv

Der Lateral-Flow-Test, auch Lateral-Flow-Assay (englisch für „seitlicher Flusstest“) ist eine biochemische Methode zum qualitativen Nachweis von Stoffen (z. B. Antigenen) mit Antikörpern. Der Lateral-Flow-Test ist eine Kombination aus einer Dünnschichtchromatographie und einer Immunfärbung. Aufgrund des im Vergleich zu anderen Immunassays geringeren Geräteaufwands werden Lateral-Flow-Tests oftmals in Form von Teststreifen verwendet, z. B. Schwangerschaftsteststreifen, Drogenteststreifen, Influenza- und Corona-Schnelltests oder Allergenschnelltests.

## Prinzip
Die zu untersuchende Probe wird auf den Probenbereich (englisch sample pad) auf einem Teststreifen aus porösem Papier, Glasfaser oder gesintertem Polymer aufgetragen (1). Die Probe beginnt nach Zugabe des Laufmittels mit der Ausbreitung über den Teststreifen aufgrund von Kapillarkräften (Dünnschichtchromatographie). Die Probe wandert mit der Flüssigkeit zu einem Bereich, wo sich getrocknete Immunkonjugate mit Salzen und Kohlenhydraten befinden (englisch conjugate pad) (2). Die Flüssigkeit löst das Immunkonjugat, wodurch es an die nachzuweisenden Moleküle (das Antigen) in der Probe binden kann, sofern vorhanden. Die Flüssigkeit wandert weiter in den Kapillarbereich aus Nitrozellulose (englisch capture pad) (3), wo in einem kleinen Abschnitt ein Antikörper immobilisiert wurde. Dieser bindet an einer anderen Stelle (Epitop) auf der Oberfläche des nachzuweisenden Moleküls (4) und fixiert das Immunkonjugat dadurch auf der Testlinie (T, englisch test line), während die Flüssigkeit weiterwandert. Durch die Anreicherung des nachzuweisenden Moleküls entsteht anhand des gebundenen Immunkonjugats je nach Art des Sensors z. B. eine Färbung, eine Fluoreszenzfärbung oder eine magnetische Markierung. Auf dem Teststreifen befindet sich noch ein Bereich mit immobilisierten sekundären Antikörpern für eine Positivkontrolle (C, englisch control line). Diese binden an den Antikörpern überschüssiger Immunkonjugate und zeigen damit die Funktionsfähigkeit des Tests an (5). Gelegentlich wird nebenbei ein zweiter Teststreifen verwendet, der als Negativkontrolle mit Kontrollflüssigkeit verwendet wird und falsch positive Ergebnisse ausschließt.

Schematischer Aufbau und Funktionsweise eines Later-Flow-Tests.

Lateral-Flow-Tests können sowohl qualitativ als auch quantitativ ausgewertet werden. Ein qualitativer Test untersucht die Probe nur auf die An- oder Abwesenheit eines gesuchten Analyten, während ein quantitativer Lateral-Flow-Test auch die Konzentration des gesuchten Analyten angeben kann. Dies geschieht über die Interpretation der Bandenintensität des Analyten mit Hilfe eines optischen Lesegerätes. Das Lesegerät vergleicht hierbei die Bandenintensität mit einer hinterlegten Standardkurve und kann darüber eine Konzentration für den Analyten ausgeben. Quantitative Tests können sowohl über sichtbare Färbung der Testbanden (z. B. Goldkonjugat) als auch über Fluoreszenzmarkierte Färbung der Testbanden ausgewertet werden.

Vergleich der Signalbildung in kompetitiven- und Sandwich-Immunassays an der Testlinie (T) und der Kontrolllinie (C).

Je nach Art des Immunkomplexes auf der Testlinie unterscheidet man zwei Varianten mit gegensätzlichem Linienmuster bei positivem und negativem Ergebnis. Zum Nachweis von großen Antigenen mit mehreren Bindungsstellen für Antikörper (z. B. Viren, Bakterien) eignen sich Sandwich-Assays. Dabei wird an der Testlinie ein Sandwich-Komplex aus Immunkonjugat-Antigen-Antikörper gebildet. Ein positiver Test zeigt dann zwei Linien. Kleine Antigene mit nur einer Bindungsstelle für Antikörper (z. B. Stoffwechselprodukte, Drogen) sind durch kompetitive Assays nachweisbar. Bei diesen binden die Immunkonjugate an immobilisierten Antigenen auf der Testlinie, solange sie nicht durch Antigene aus der Probe abgesättigt sind. Ein positiver Test zeigt daher nur eine Linie.